# Þingvellir

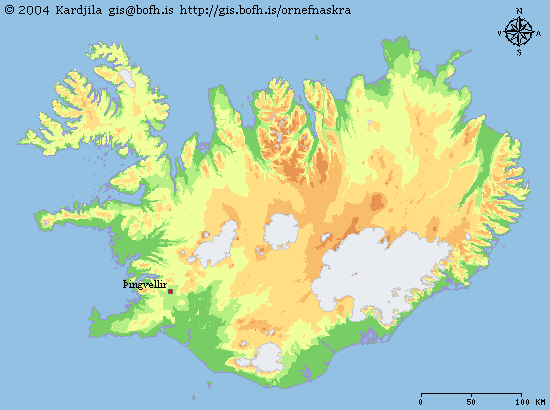
Localização do Parque Nacional Thingvellir

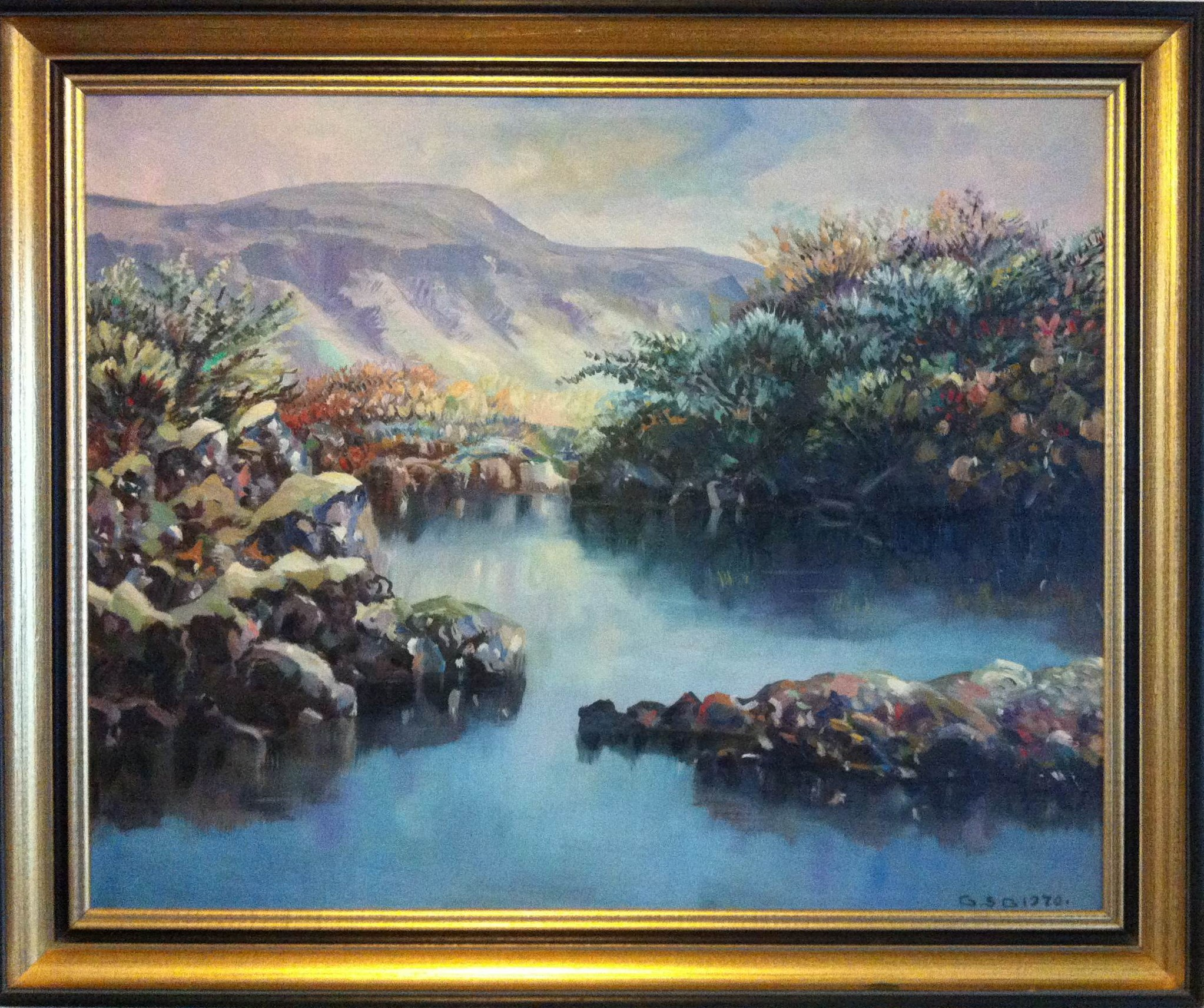
Pintura do Þingvellir feita pelo artista islandês Gunnar Gestsson em 1970

Thingvellir (em islandês: Þingvellir;  PRONÚNCIA; transliterado: Thingvellir; em tradução livre "Campo da Assembleia dos Homens Livres") é um vale de rifte situado no sudoeste da Islândia, perto da península de Reykjanes.	

Foi formado por uma fenda na crosta terrestre, no sítio onde as placas tectónicas norte-americana e eurasiática se separam.

É considerado um dos lugares históricos mais importantes do país, por ter sido o local do primeiro parlamento do Mundo e da Islândia, "Alþingi", desde 930 até 1798.	

## História
No ano 930, o Alþingi, como é chamado o parlamento do país foi aí fundado, reunindo-se anualmente, quando o legífero ("homem de leis") declamava as ditas leis em público. Além da proclamação de leis, ainda ocorriam os julgamentos criminais no local. Hoje em dia, os visitantes podem conhecer o Drekkingarhylur (a então piscina de afogamentos) no rio, onde as mulheres infratoras eram afogadas.
A independência islandesa foi proclamada neste lugar em 17 de junho de 1944, e hoje o parque funciona como casa de verão do primeiro-ministro do país, além de ser proclamado como Patrimônio da Humanidade em 2004.

## Parque Nacional Thingvellir

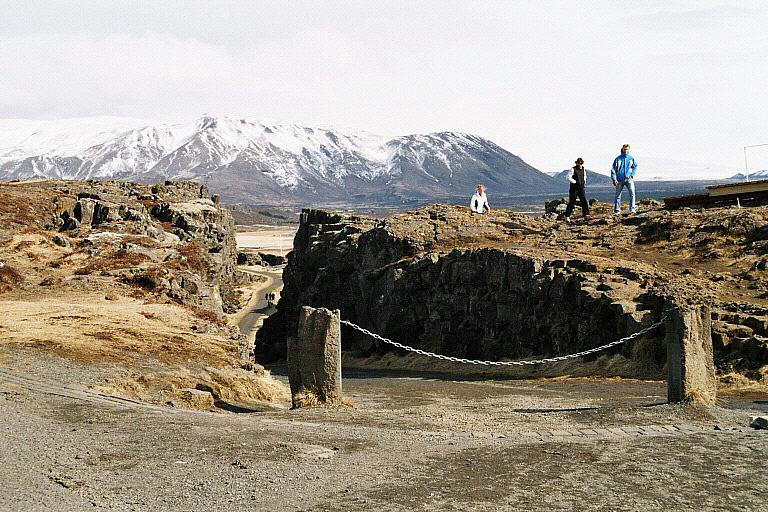
Foto do local

Þingvellir foi declarado Parque Nacional em 1928 devido a sua importância histórica, assim como por sua características tectônicas e vulcânicas.
A deriva continental pode ser observada claramente neste lugar, e até mesmo visível nas falhas que atravessam a região. A maior delas, Almannagjá, forma um "canhão" de consideráveis proporções, sendo esta a causa dos habituais terremotos que são sentidos no local.
Algumas das fraturas estão cheias de águas cristalinas. Entre elas, a Nikulásargjá, cujo fundo está repleto de moedas. Os locais contam a lenda que se uma moeda for atirada nas águas e se vir ela tocando o fundo, o desejo se realizará.
Þingvellir está situado no norte de Þingvallavatn (lago da "explanada"), o maior da Islândia. O Rio Öxará atravessa o Parque e forma uma cascata no Almannagjá, chamada Öxarárfoss. Junto com a cascata de Gullfoss e os gêiseres de Haukadalur, 'Þingvellir forma parte da rota turística mais famosa do país, o Círculo Dourado.